# Душан Косовић
Академик др Душан Косовић (1926.,Горња Трепча код Никшића — 28. јун 2015) био је академик . Основну школу учио је у родном мјесту, а гимназију у Никшићу. Студије је завршио на Медицинском факултету у Београду, гдје је специјализовао неуропсихијатрију. Три године касније одазвао се позиву Медицинског центра Белвју при Њујоршком универзитету, гдје је провео двије године на специјализацији. По повратку у домовину, др Душан Косовић је основао психијатријско-неуролошку службу у Црној Гори. Године 1965. отишао је у Монтреал, у Канаду, на Универзитет Макгил, а двије године касније настанио се у Сједињеним Државама. Завршио је специјализацију на Институту за психоанализу у Њујорку. По доласку у САД, прво је радио у болници Белвју, док је истовремено предавао на Њујоршком универзитету и на Америчком институту за психоанализу Карен Хорнај. Потом је био директор Психијатрије у Њујоршкој Линколн болници и професор на државном Њујоршком универзитету (SUNY). Док је касније обављао функцију директора Психијатрије у Методистичкој болници, такође у Њујорку, радио је и као професор на Медицинском факултету Алберт Анштајн и на Универзитету Лонг Ајленд у Њујорку.
Био је члан Америчке академије за медицину и право, Академије за психијатрију, Њујоршке академије наука и Црногорске академије наука и умјетности. Постао је члан и Америчке академије за унапређење антиејџинг медицине, медицине против старења. Амерички савјет за испитивање мњења и вредновање љекара према степену повјерења пацијената, прогласио је професора др Душана Косовића за једног од најбољих психијатара у 2004/05 години.
Реферати професора Косовића из области психијатрије и психоанализе запажени су на најважнијим научним скуповима у САД и свијету.
Објавио је више радова и књига, од којих је један број преведен на неколико страних језика. Најпознатије књиге су Стрес, Дође ми да полудим, Оптимистичка психоанализа, Психоанализа Карен Хорнај и Стрес у вртлогу глобалне аномије.
За свој рад, научни, педагошки и јавни, академик Косовић је добио више признања. Заступљен је у елитним едицијама Ко је ко у Америци и Ко је ко у свијету.